# ТЕС Бангпаконг
13°30′0″ пн. ш. 101°1′30″ сх. д. / 13.50000° пн. ш. 101.02500° сх. д.
ТЕС Бангпаконг – теплова електростанція у Таїланді. 
У 1980 – 1981 роках на майданчику станції ввели в дію чотири газові турбіни потужністю по 62,2 МВт. В 1982-му їх доповнили котлами-утилізаторами, що живили парову турбіну потужністю 137 МВт. Таким чином, створили перший енергоблок комбінованого парогазового циклу із показником 386 МВт. В 1981 – 1983 роках ввели в дію ще один такий же енергоблок. 
Наступне підсилення майданчику відбулось у 1983 та 1984 роках за рахунок двох класичних конденсаційних енергоблоків із паровими турбінами потужністю по 550 МВт.
В 1991-му стали до ладу ще два парогазові блоки потужністю по 300 МВт, кожен з яких мав по дві газові турбіни з показниками по 100 МВт, що живили через котли-утилізатори парові турбіни потужністю по 100 МВт. Ці блоки мали паливну ефективність у 42% – 45%.
Як і десятиліттям раніше, невдовзі – у 1992 році – додали два конденсаційні блоки з паровими турбінами потужністю по 600 МВт.
В 2009 році став до ладу парогазовий блок 5 потужністю 710 МВт, який має дві газові турбіни, два котла-утилізатора та одну парову турбіну.
Нарешті, наразі останнім за часом спорудження генеруючим об’єктом на ТЕС Бангпаконг є два однотипні парогазові блоки потужністю по 700 МВт, що стали до ладу восени 2022 року. Кожен з них має одну газову турбіну, один котел-утилізатор, одну парову турбіну та один генератор.
З іншої сторони, застарілі потужності виводились з експлуатації. Так, станом на початок 2020-х припинили роботу парогазові блоки 1, 2 (саме на їх місці спорудили блоки 6 та 7), 3 та 4 і конденсаційні блоки 1 та 2.
Вже невдовзі після запуску станції до Багпаконг вивели трубопровід від газопереробного заводу Районг, який працює із продукцією офшорних родовищ Сіамської затоки. Втім, як резервне паливо ТЕС може використовувати нафтопродукти.
Видачу продукції відбувається по ЛЕП, що працює під напругою 230 кВ.